# Красный Маяк (Поколюбичский сельсовет)
Красный Маяк (бел. Кра́сны Мая́к) — посёлок в составе Поколюбичского сельсовета Гомельского района Гомельской области Беларуси.

## География

### Расположение
В 4 км на северо-восток от Гомеля.

## Транспортная система
Транспортная связь по автомобильной дороге. В посёлке 53 жилых дома (2004 год). Планировка состоит из короткой прямолинейной улицы. Застройка двухсторонняя. Жилые дома деревянные, усадебного типа.

## История
Основан в начале XX века переселенцами с соседних деревень. Наиболее активное строительство происходило в 1920-е.

## Население

### Численность
- 2004 год — 53 двора, 134 жителя.

### Динамика
- 1999 год — 389 жителей (перепись населения)
- 2004 год — 134 жителей, 53 двора
- 2009 год — 364 жителей (перепись населения)
- 2019 год — 418 жителей (перепись населения)